# Lestodiplosis nigripennis
Lestodiplosis nigripennis är en tvåvingeart som först beskrevs av Johann Wilhelm Meigen 1830.  Lestodiplosis nigripennis ingår i släktet Lestodiplosis och familjen gallmyggor. Inga underarter finns listade i Catalogue of Life.